# Doing Good Better
Doing Good Better: How Effective Altruism Can Help You Make a Difference,  (traducido Haciendo Bien Mejor: Cómo el altruismo eficaz te puede ayudar a hacer una diferencia) es un libro de 2015 de William MacAskill que sirve como una introducción al movimiento de altruismo efectivo que busca hacer el mayor bien. Está publicado por Random House y fue lanzado el 28 de julio de 2015.